# Tuffite

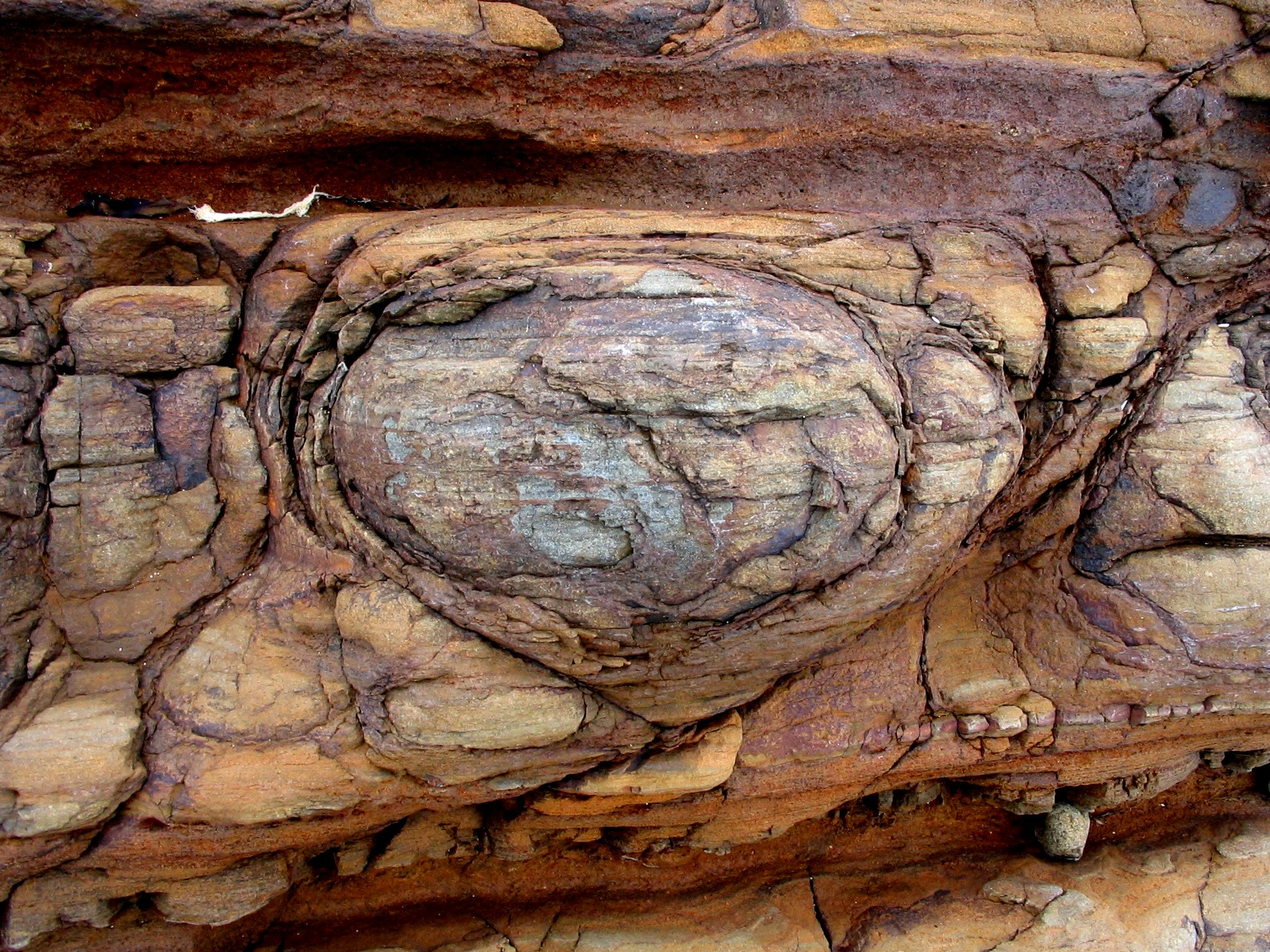
Figure d’altération en boule dans des niveaux de tufs et de tuffites visibles sur l'estran de l'aber de Crozon.

Une tuffite est une roche volcano-sédimentaire marine, contenant 50 % au moins de débris pyroclastiques fins (lapillis, cendres), pris dans un ciment argileux ou calcaire, et se présentant en général en couches interstratifiées dans la sédimentation normale. Cette roche résulte du remaniement par l'eau des tufs (ou tuffs, pour la dénomination internationale).
Une métatuffite désigne une roche métamorphique dans laquelle le protolithe, la tuffite, est encore reconnaissable.